# Næstved
Næstved este un oraș în Danemarca.